# Росс Лоу
Росс Роберт Лоу (англ. Ross Robert Lowe, 21 вересня 1928, Ошава — 8 серпня 1955) — канадський хокеїст, що грав на позиції захисника, крайнього нападника.

## Ігрова кар'єра
Професійну хокейну кар'єру розпочав 1948 року.
Протягом професійної клубної ігрової кар'єри, що тривала 8 років, захищав кольори команд «Монреаль Канадієнс», «Бостон Брюїнс», «Герші Берс», «Баффало Бізонс», «Спрінгфілд Індіенс», та «Вікторія Кугуарс».
Загалом провів 77 матчів у НХЛ.